# Huvmussla
Huvmussla (Musculium lacustre) är en musselart som först beskrevs av Otto Friedrich Müller 1774. Huvmussla ingår i släktet Musculium och familjen ärtmusslor. Arten är reproducerande i Sverige. Inga underarter finns listade i Catalogue of Life.